# Geological Commission of the Cape of Good Hope
Die Geological Commission of the Cape of Good Hope (deutsch etwa: „Geologische Kommission am Kap der Guten Hoffnung“) war der erste staatliche geologische Dienst auf dem Gebiet der heutigen Republik Südafrika mit Sitz in Kapstadt. Ihre Gründung erfolgte 1895 und seit diesem Zeitpunkt war sie dem Department of Agriculture (Ressort Landwirtschaft) in der Kapkolonie unterstellt. Im Jahr 1911 erschien der vorletzte Jahresbericht, woraus hervorgeht, dass sie nun zum Department of Mines / Department Mynwese (Ressort Bergbau) gehörte.

## Wirken
Die Geological Commission of the Cape of Good Hope befasste sich mit der geowissenschaftlichen Erforschung der Kapkolonie und betrieb dazu wissenschaftliche Studien auf dem Gebiet der allgemeinen Geologie, der Rohstofferkundung, der Mineralogie und der Hydrologie. Die Arbeitsergebnisse ihrer Mitarbeiter wurden im Jahresbericht der Commission oder andernorts veröffentlicht. Darunter befand sich George Steuart Corstorphine, der zunächst von 1896 bis 1899 als Geologe angestellt war und von 1899 bis 1902 als ihr Direktor wirkte.
Eines der wesentlichen Ergebnisse dieser Institution war der Beginn der systematischen geologischen Kartierung in der Kapkolonie, die jedoch unvollständig blieb. Es entstanden dabei 17 publizierte Kartenblätter im Maßstab von 1:238.000, wobei 1906 das erste Blatt mit der Darstellung von der weiteren Region um Kapstadt (False Bay, Genadendal, Kap-Halbinsel, Napier, Philadelphia, Robertson, Stellenbosch) erschien. Die dazu vorgenommenen Aufnahmearbeiten lagen in den Händen von Alexander Logie du Toit (Geologe bei der Commission), Arthur William Rogers (Direktor 1903–1911 der Commission) und Ernest Hubert Lewis Schwarz. Der Druck der Karten erfolgte bei Van de Sandt de Villiers Co., Ltd. in Kapstadt.
John Xavier Merriman (1841–1926) amtierte als Vorsitzender der Commission, der auch letzter Premierminister der Kapkolonie war. Zu den weiteren Mitgliedern gehörten Thomas Muir (stellvertretender Vorsitzender), Thomas Stewart, Athelstan Hall Cornish-Bowden und Francis Edgar Kanthack. Diesem Personenkreis oblagen organisatorische und politisch-repräsentative Aufgaben.
Zusammen mit dem Geological Survey of the Transvaal bildete die Geological Commission of the Cape of Good Hope nach der Gründung der Südafrikanischen Union ab 1912 den zentralen staatlichen geologischen Dienst mit der Bezeichnung Geological Survey of the Union of South Africa (afrikaans Geologiese Opname van Suid-Afrika).

## Publikationen
- Annual Reports (Jahresberichte), 1896 bis 1911, herausgegeben in Kapstadt
- Index to the Annual Reports of the Geological Commission, 1896 bis 1903

Geologische Kartenblätter
- I.	Cape Town–Robertson. 1906. A.W. Rogers, E.H.L. Schwarz, A.L. du Toit[3]
- II.	Swellendam–Riversdale. 1907. A.W. Rogers, E.H.L. Schwarz
- IV.	Malmesbury–Ceres. 1907. A.W. Rogers, E.H.L. Schwarz, A.L. du Toit[4]
- XI.	Clanwilliam. 1911. A.W. Rogers, E.H.L. Schwarz, A.L. du Toit
- XIII.	Beaufort West-Fraserburg. 1911. A.W. Rogers, E.H.L. Schwarz
- XIX.	Nieuwerust. 1912. A.W. Rogers
- XXVI.	Barkly East. 1912. A.L. du Toit
- XXXII.	Van Wyks Vlei. 1910. A.W. Rogers, A.L. du Toit
- XXXIII. Britstown. 1909. A.L. du Toit
- XL.	Marydale. 1910. A.W. Rogers, A.L. du Toit
- XLI.	Griquatown. 1909. A.W. Rogers, A.L. du Toit
- XLII.	Kimberley. 1908. A.L. du Toit
- XLV.	Postmasburg. 1907. A.W. Rogers[5]
- XLVI.	Barkly West. 1908. A.L. du Toit
- XLIX.	Kuruman. 1908. A.W. Rogers
- L.	Vryburg. 1908. A.W. Rogers, A.L. du Toit[6]
- LII.	Mafeking. 1908. A.L. du Toit